# Memorias de un visitador médico

Memorias de un visitador médico (también conocida como Mírame con ojos pornográficos) es una película de 1980 dirigida por Luis María Delgado.

## Sinopsis
El viajante de productos farmacéuticos recorre toda la nación y en ada lugar que visita tiene aventuras pero ninguna mujer le interesa verdaderamente. De regreso de uno de los viajes es atropellado sin consecuencias por un automóvil que conduce la joven Magdalena, con la que no le dan resultado sus habituales tácticas de conquista, por lo que se enamora perdidamente de ella, que es de condición social muy superior y comprometida con otro, pero cambia su actitud y termian aceptando al visitador, que también cambia su forma de vida.